# Murphy Brown
Murphy Brown es una serie de televisión estadounidense emitida por la cadena CBS entre 1988 y 2018 y protagonizada por la actriz Candice Bergen.

## Argumento
Murphy Brown es una periodista exalcohólica que, tras un tratamiento de rehabilitación, vuelve a su trabajo en televisión al frente del informativo FYI (For Your Information). En el plató convive diariamente con amigos y compañeros de trabajo, como el presentador Jim Dial (Charles Kimbrough), el reportero Frank Fontana (Joe Regalbuto) y la inocente Corky Sherwood (Faith Ford), ex-Miss America. 
Tras la jornada laboral, todos se reúnen en Phil's, un bar cercano a los estudios y regentado por Phil (Pat Corley).
En la temporada 1991-1992, Murphy se queda embarazada y decide tener a su hijo sin el apoyo del padre, llamado Peter Hunter (interpretado por Scott Bakula). Esta trama tuvo trascendencia política al ser criticada por el entonces vicepresidente de Estados Unidos, Dan Quayle, en un discurso el 19 de mayo de 1992.
En enero de 2018, se anunció que CBS ordenó un renacimiento de 13 episodios de Murphy Brown, que se estrenó el 27 de septiembre de 2018.

## Reparto
- Candice Bergen: Murphy Brown
- Faith Ford: Corky Sherwood
- Charles Kimbrough: Jim Dial
- Joe Regalbuto: Francis « Frank » Fontana
- Robert Pastorelli: Eldin Bernecky (1988-1994)
- Grant Shaud: Miles Silverberg (1988-1996)
- Pat Corley: Phil (1988-1996)
- Lily Tomlin: Kay Carter-Shepley (1996-1998)

## Premios
- La serie recibió 17 Premios Emmy y 3 Globos de Oro.

- Datos: Q521718
- Multimedia: Murphy Brown / Q521718